# Verjaardag van de keizer
De verjaardag van de keizer (天皇誕生日, Tennō tanjōbi) is een nationale feestdag in Japan. De dag wordt momenteel jaarlijks gevierd op 23 februari, de dag waarop de huidige keizer, Naruhito, jarig is. Voorheen, tijdens de regeerperiode van keizer Hirohito, viel de dag op 29 april, en maakte toen deel uit van de gouden week. Deze datum staat vandaag de dag bekend als Showa-dag. Toen Akihito keizer was, werd deze feestdag op 23 december gevierd.

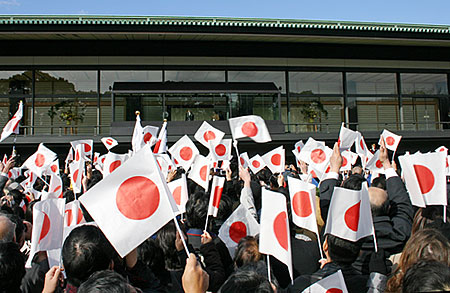
Mensen verzamelen zich met vlaggen voor het keizerlijk paleis op de verjaardag van de keizer.

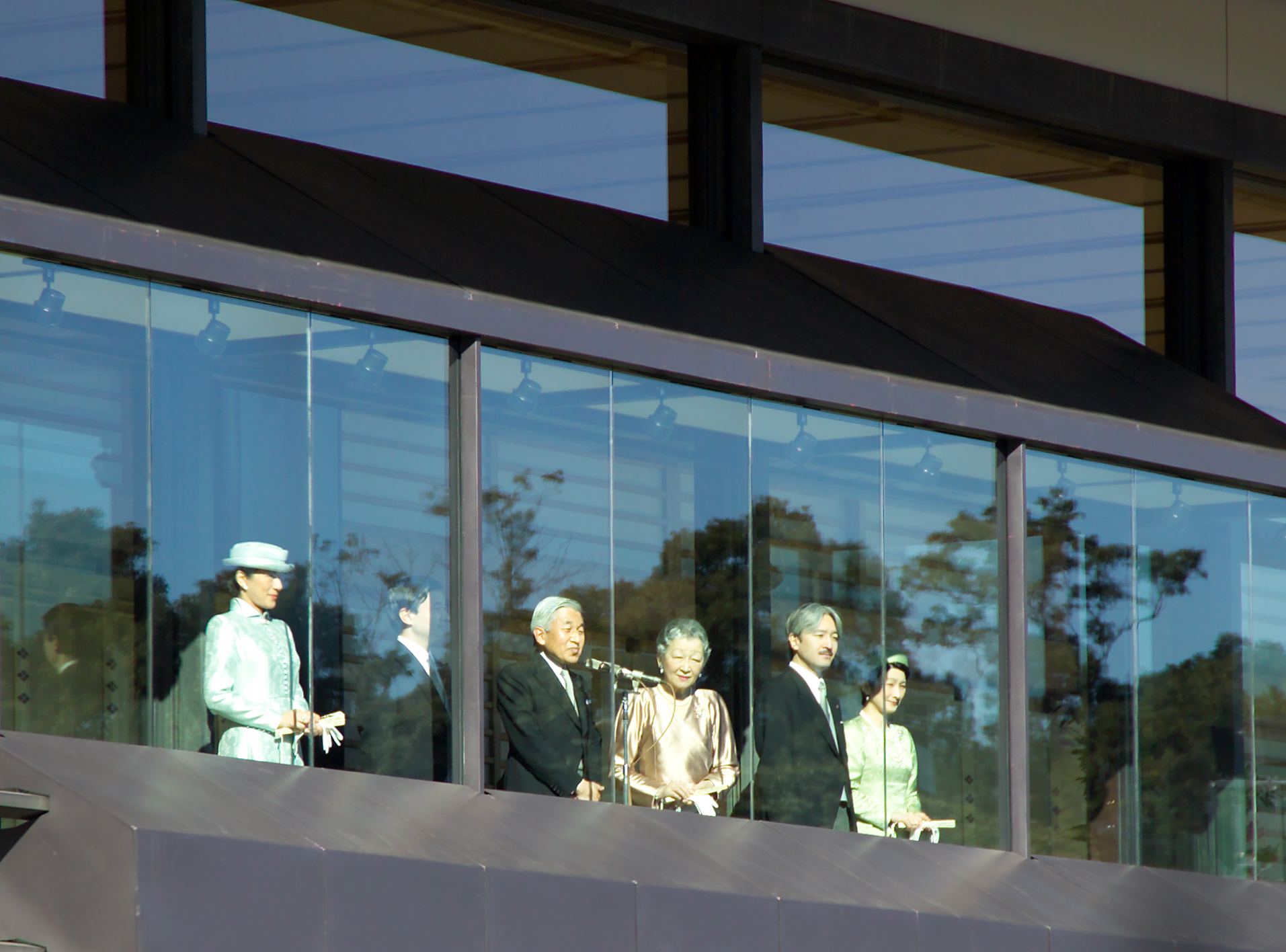
De keizerlijke familie op de verjaardag van de keizer, 2005

Voor de Tweede Wereldoorlog stond de dag bekend als Tenchōsetsu (天長節), maar na de oorlog hernoemde de nieuwe overheid het naar Tennō tanjōbi en stelde de dag officieel vast als nationale feestdag. Volgens de Japanse wet moet bij de troonsbestijging van een nieuwe keizer de kokkai de datum voor deze feestdag officieel aanpassen alvorens de verjaardag van de nieuwe keizer officieel als feestdag mag worden gezien.
Op de verjaardag van de keizer gaan bij hoge mate van uitzondering de deuren van het keizerlijk paleis open voor het publiek. Deze gebeurtenis trekt altijd een grote stroom bezoekers, die traditioneel bij de poort staan te wachten met Japanse vlaggetjes. De keizer, vergezeld door zijn keizerin en andere leden van de keizerlijke familie, verschijnt dan op een balkon aan de menigte, en begroet hen.
In 2019 werd de verjaardag van de keizer niet gevierd. Op 1 mei van dat jaar volgde keizer Naruhito zijn vader Akihito op, maar geen van beiden was de regerende keizer ten tijde van hun verjaardag in 2019 (Naruhito op 23 februari, Akihito op 23 december).